# ドント・レット・ゴー -過去からの叫び-
『ドント・レット・ゴー -過去からの叫び-』（原題：Don't Let Go）は2019年に公開されたアメリカ合衆国のスリラー映画である。監督はジェイコブ・アーロン・エステス、主演はデヴィッド・オイェロウォが務めた。本作は日本国内で劇場公開されなかったが、2020年9月2日にブルーレイ+DVDが発売された。

## 概略
ある日の夜、ジャック・レッドクリフの元に姪のアシュリーから電話がかかってきた。そのただならぬ様子から緊急事態が発生したのは明らかだったが、ジャックが詳細を聞き出す前に電話が切れてしまった。不安になったジャックが弟夫婦の家を訪ねると、一家は皆殺しにされていた。悲しみに暮れるジャックが酒を飲んでいると、アシュリーの携帯から電話がかかってきた。ジャックは「これは心霊現象か、それとも、ついに俺は正気を失ったのか」と思ったが、真実はそのどちらでもなかった。何らかの理由で、ジャックの携帯は過去の世界にいるアシュリーの携帯と繋がったのである。アシュリーのいる世界はジャックのいる世界の2週間前の世界であった。
ジャックは過去の世界のアシュリーと協力して、事件の発生を未然に食い止めることにしたが、そのためには事件の真相を解明する必要があった。つまり、ジャックは2週間弱で真実を突き止める必要に迫られたのである。

## キャスト
- デヴィッド・オイェロウォ - ジャック・レッドクリフ刑事（吹替：楠大典）
- ストーム・リード - アシュリー・レッドクリフ（吹替：青山玲菜）
- バイロン・マン - ロジャー・リー刑事（吹替：細川祥央）
- ミケルティ・ウィリアムソン - ボビー（吹替：手塚秀彰）
- アルフレッド・モリーナ - ハワード（吹替：石住昭彦）
- ブライアン・タイリー・ヘンリー - ギャレット・レッドクリフ（吹替：竹田雅則）
- シャイネル・アズロー - スーザン（吹替：ちふゆ）
- その他の日本語吹き替え ‐ 宇田川紫衣那、谷内健、井川康平、小林さとみ、十深華名

## 製作
2017年4月17日、ブラムハウス・プロダクションズ製作の新作映画『Only You』にデヴィッド・オイェロウォが出演するとの報道があった。7月18日、ストーム・リードの出演が決まったと報じられた。25日、アルフレッド・モリーナとブライアン・タイリー・ヘンリーがキャスト入りした。同月中、本作の主要撮影が始まった。

## 公開・興行収入
2019年1月27日、本作はサンダンス映画祭でプレミア上映された。その際、タイトルが『Only You』から『Relieve』に変更された。7月9日、BHティルトとOTLリリーシングが本作の全米配給権を獲得し、本作のタイトルを『Relieve』から『Don't Let Go』に変更するとの報道があった。16日、本作のオフィシャル・トレイラーが公開された。8月30日、本作は全米922館で公開され、公開初週末に233万ドルを稼ぎ出し、週末興行収入ランキング初登場15位となった。

## 評価
本作に対する批評家の評価は平凡なものに留まっている。映画批評集積サイトのRotten Tomatoesには89件のレビューがあり、批評家支持率は42%、平均点は10点満点で5.05点となっている。サイト側による批評家の見解の要約は「良い意味で知的な作品であり、出演者にも実力派が揃っている。しかし、『ドント・レット・ゴー -過去からの叫び-』はその型にはまったアプローチのために出来が悪くなっている。しかも、脚本の出来映えには斑があり、雰囲気のバランスも上手く取れていない。」となっている。また、Metacriticには22件のレビューがあり、加重平均値は49/100となっている。